# Třída Dabur
Dabur je třída hlídkových člunů Izraelského vojenského námořnictva. V letech 1973–1977 bylo postaveno celkem 30 člunů této třídy. Část jich postavila americká loděnice Sewart Seacraft a část izraelské loděnice RAMTA. Pro jejich nedostatečnou rychlost však byla část z nich brzy prodána do dalších zemí a izraelské námořnictvo je nahradilo třídou Dvora.

## Konstrukce

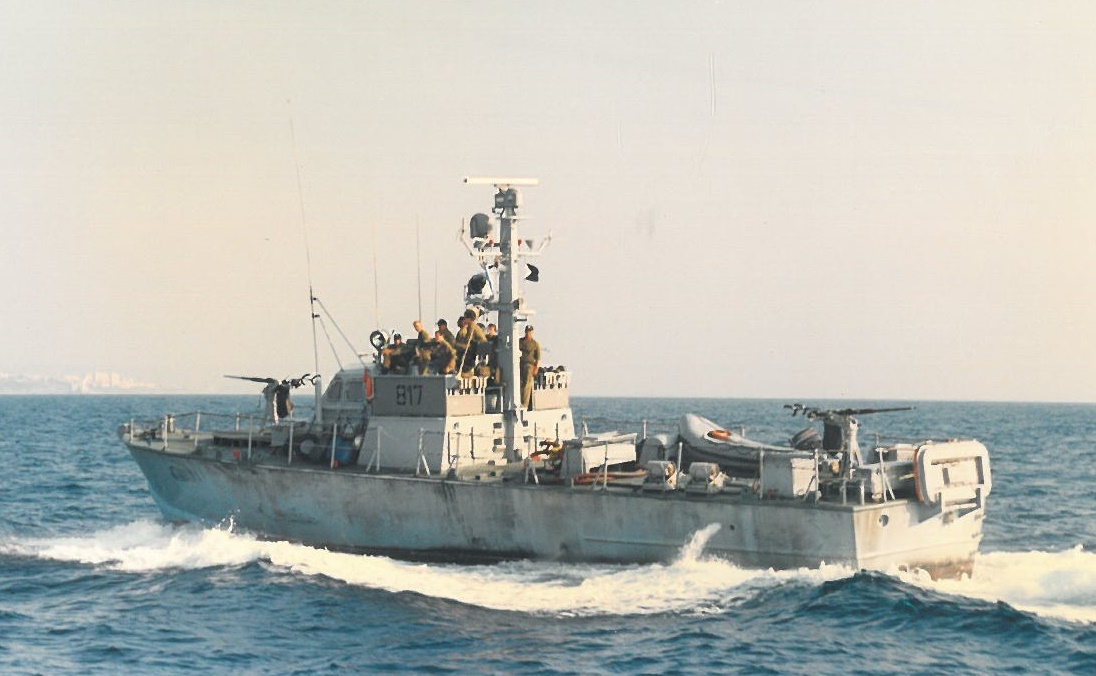
Izraelský člun třídy Dabur

Trup je člunů z hliníkové slitiny. Výzbroj tvoří dva 20mm kanóny a dva 12,7mm kulomety, přičemž čluny mohou nést rovněž dva 324mm torpédomety pro lehká protiponorková torpéda. Pohonný systém tvoří dvojice dieselových motorů General Motors 12V-71TA o výkonu 625 kW. Nejvyšší rychlost je 29 uzlů.

## Zahraniční uživatelé
Argentina

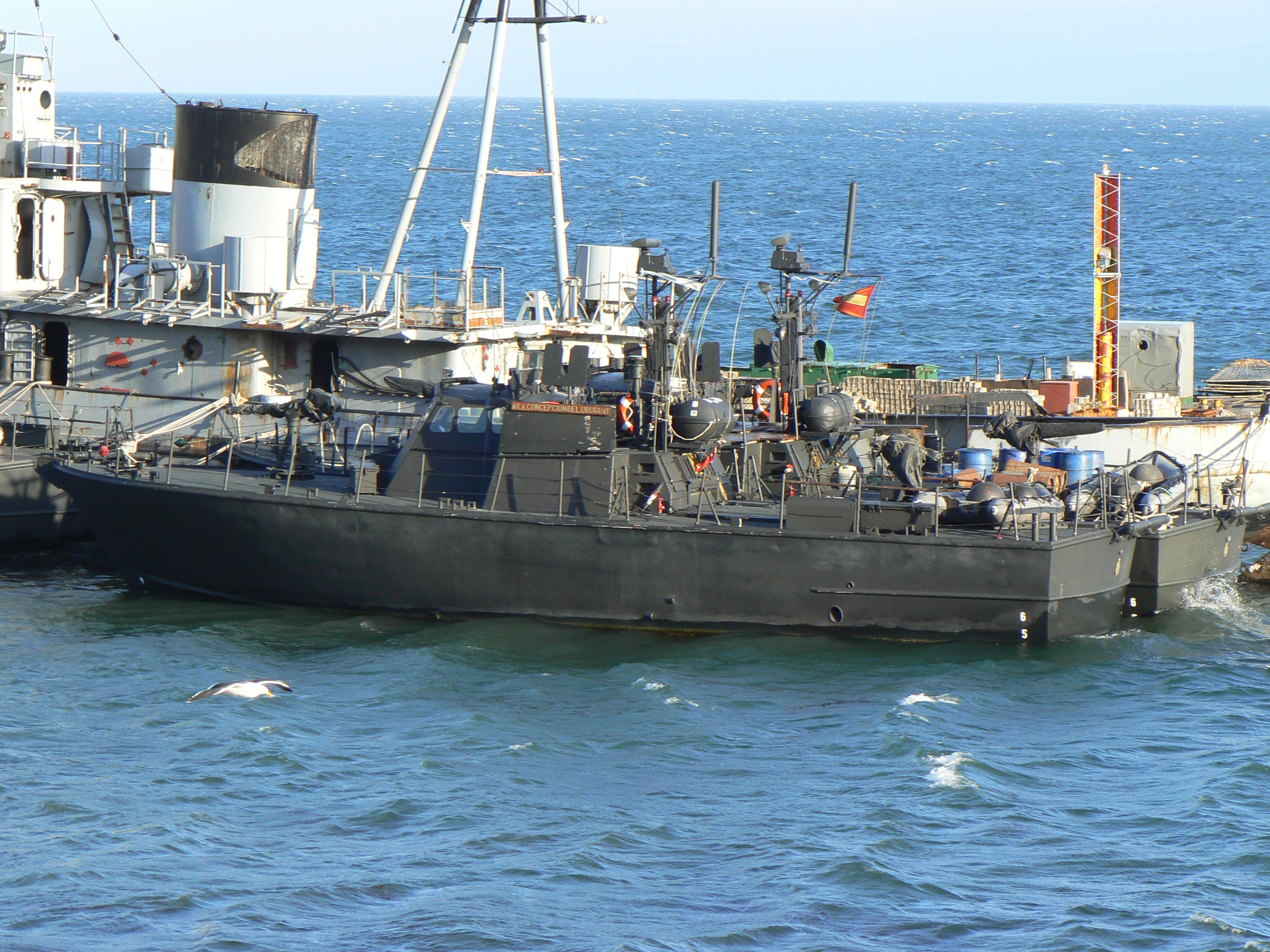
Argentinské čluny třídy Dabur

- Argentinské námořnictvo v letech 1978-1979 uvedlo do provozu čtyři hlídkové čluny třídy Dabur pojmenované Baradero (P-61), Barranqueras (P-62), Clorinda (P-63) a Concepción del Uruguay (P-64).

 Chile
- Chilské námořnictvo získalo šest v roce 1990 v rámci programu Tiburón II bývalých izraelských hlídkových člunů třídy Dabur jako pobřežní hlídkový člun třídy Grumete. První dva čluny Grumete Bravo (LPC-1818) a Campos (LPC-1819) byly do služby přijaty v roce 1990, druhá dva čluny Bolados (LPC-1815) a Grumete Téllez (LPC-1817) byla uvedena do provozu 3. ledna 1991 a třetí dva čluny Grumete Díaz (LPC-1814) a Grumete Santiago Salinas (LPC-1816) byla 15. téhož měsíce. Později Chile získalo čtyři jednotky této třídy v roce 1995, kde Johnson (LPC-1821) a Hudson (LPC-1823) byly uvedeny do provozu 15. března 1995, Machado (LPC-1820) 16. téhož měsíce a Grumete Troncoso (LPC-1822) 17. téhož měsíce. V roce 1997 bylo všech deset člunů převedeno k Chilské pobřežní stráži. Od roku 2023 jsou čtyři jednotky stále v aktivní službě.

 Fidži
- Fidžijské námořnictvo roku 1991 získalo čtyři jednotky pojmenované Vai (301), Ogo (302), Saku (303) a Saqa (304).

 Guatemala
- Guatemalské námořnictvo získalo tři jednotky (trupová čísla GC 851-GC 853) a pouze dvě jednotky jsou stále v aktivní službě.

 Honduras
- Honduraské námořnictvo provozuje jednu jednotku třídy Dabur pojmenovanou Chamelecón (FNH-8501).

 Libanon
- Libanonská křesťanská militantní organizace Libanonské síly převzala v roce 1976 pět jednotek třídy Dabur darem od Izraele, ale byly vráceny Izraeli v říjnu 1990.

 Nikaragua
- Námořnictvo Nikaragujské národní gardy získalo čtyři jednotky třídy Dabur v roce 1978.
- Nikaragujské námořnictvo získalo tři v roce 1996 bývalé izraelské jednotky třídy Dabur. Jmenují se Río Grande de Matagalpa (GC 201), Cacique Tenderí (GC 202, ex GC 203) a Río Escondido (GC 205).

 Srí Lanka
- Srílanské námořnictvo od roku 1984 provozuje hlídkové čluny třídy Dabur.